# Ejido 27 de Enero
Ejido 27 de Enero är en ort i Mexiko.   Den ligger i kommunen Ensenada och delstaten Baja California, i den nordvästra delen av landet, 2 100 km nordväst om huvudstaden Mexico City. Ejido 27 de Enero ligger 77 meter över havet och antalet invånare är 474.
Terrängen runt Ejido 27 de Enero är platt åt sydväst, men åt nordost är den kuperad. Runt Ejido 27 de Enero är det glesbefolkat, med 8 invånare per kvadratkilometer. Närmaste större samhälle är Punta Colonet, 2,8 km söder om Ejido 27 de Enero. Omgivningarna runt Ejido 27 de Enero är i huvudsak ett öppet busklandskap.